# C.J. 크론
크리스토퍼 존 크론 주니어(Christopher John Cron Jr., 1990년 1월 5일 ~ )는 C.J. 크론(C. J. Cron)이라는 이름으로 알려져 있는 미국의 야구 선수로, 전 메이저 리그 로스앤젤레스 에인절스의 1루수이다. 미국의 전직 메이저 리그 소속 야구 선수였던 크리스 크론의 아들이기도 하다.

## 가족 관계
- 동생 : 케빈 크론(前 SSG 랜더스)